# Chaswe Nsofwa
Chaswe Nsofwa (ur. 22 października 1978  – zm. 29 sierpnia 2007 w Beer Szewie) – piłkarz zambijski grający na pozycji napastnika. W reprezentacji Zambii rozegrał 33 mecze i strzelił 9 goli.

## Kariera klubowa
Karierę piłkarską Nsofwa rozpoczął w klubie Zanaco FC. W jego barwach zadebiutował w 1999 roku w zambijskiej Premier League. W klubie tym grał do 2002 roku. Wraz z Zanaco wywalczył mistrzostwo kraju (2002), Puchar Zambii (2002) i Tarczę Dobroczynności (2001).
W 2003 roku Nsofwa przeszedł do rosyjskiego klubu Krylja Sowietow Samara. W rozgrywkach Priemjer Ligi rozegrał 2 spotkania.
W 2004 roku Nsofwa wrócił do Zambii, do Zanaco FC. W 2005 roku odszedł do Green Buffaloes i w tamtym sezonie zdobył z nim krajowy puchar.
W 2005 roku Nsofwa przeszedł do malezyjskiego klubu Melaka TMFC. W 2006 roku trafił do Izraela, do klubu Hapoel Ironi Kiryat Szmona. Z kolei w 2007 roku został piłkarzem Hapoelu Beer Szewa. Rozegrał w nim jeden mecz, 24 sierpnia 2007 w meczu z Hakoah Amidar Ramat Gan (3:0), w którym zdobył 2 gole.
29 sierpnia 2007 podczas towarzyskiego meczu z Maccabi Beer Szewa Nsofwa zasłabł, a następnie doznał ataku serca. Zmarł po przewiezieniu do szpitala.

## Kariera reprezentacyjna
W reprezentacji Zambii Nsofwa zadebiutował w 2000 roku. W 2002 roku był powołany do kadry na Puchar Narodów Afryki 2002. Zagrał na nim w 3 meczach: z Tunezją (0:0), z Senegalem (0:1) i z Egiptem (1:2). W kadrze narodowej do 2006 roku rozegrał 33 mecze, w których strzelił 9 goli.
W 1999 roku wraz z reprezentacją Zambii U-20 Nsofwa zagrał w młodzieżowych Mistrzostwach Świata.